# Marvel Adventures
Marvel Adventures é uma linha editorial da Marvel Comics criada em 2003 com o nome de Marvel Age, título que pertencia a uma revista informativa da editora publicada entre 1983 e 1984  .
A Linha tem como alvo um público mais jovem que o das restantes linhas da editora, incluindo as crianças. Iniciada em 2003, sucedeu-se à linha Tsunami, a qual teve uma vida bastante curta.
As revistas editadas pela Marvel Age tinham origens muito diferentes. Algumas transitaram de outras linhas editoriais (como a Tsunami), outras foram criadas especialmente para a Marvel Age e outras são publicadas sob outra linha editorial e apenas surgiam na Marvel Age sob o formato de compilações em formatinho/brochura.
Da Tsunami, transitaram ou foram republicadas em compilações as séries:
- Runaways
- Sentinel
- Human Torch (Tocha Humana)

Do Marvel Knights foi republicado em compilação a série:
- Inhumans (Inumanos)

Do Universo Marvel, foram republicadas em compilações as séries ou mini-séries:
- Spider-Girl
- Spider-Man vs. Doctor Octopus: Out of Reach (Homem-Aranha e Doutor Octopus)
- Emma Frost
- Thor: Son of Asgard (Thor)[5]
- Araña (república as revistas publicadas originalmente em Amazing Fantasy)

Foram elaboradas especificamente para a Marvel Age as seguintes séries:
- Marvel Age: Spider-Man (Homem-Aranha)
- Marvel Age: Fantastic Four (Quarteto Fantástico)
- Marvel Age: Hulk (Hulk)
- Marvel Age: Spider-Man Team-Up
- Mary Jane
- Jubilee
- Power Pack (Quarteto Futuro)

Assim como a linha Tsunami, a Linha Marvel Age teve forte influência dos mangás.
Os títulos do Homem-Aranha e do Quarteto Fantástico tinham como objectivo recontar histórias já mostradas há muitos anos pelas duplas Stan Lee & Steve Dikto e Stan Lee & Jack Kirby, respectivamente, com um grafismo e argumento actualizado.
Já as da Spider-Man Team-Up, somente nos primeiros números eram vagamente baseadas nas revistas originais. A revista do Hulk e a da Jubileu publicam histórias originais. A revista da Mary Jane também, não tendo nenhuma relação de continuidade com o Universo Marvel. Quanto à do Quarteto Futuro, trouxe uma nova origem e novas histórias para estes personagens.
Em 2005 a linha Marvel Age foi cancelada dando lugar a "Marvel Adventures".

## No Brasil
No Brasil, a linha "Marvel Age" recebeu o nome de "Geração Marvel" e formam publicadas em formatinho.
As compilações de Fugitivos, Inumanos e Thor foram publicadas em 2006 pela Panini Comics em formatinho sob o selo "Pocket Panini".